# 子宮摘出術
子宮摘出術（しきゅうてきしゅつじゅつ、英: Hysterectomy）とは、子宮と子宮頸部を外科的に摘出する手術である。“Hysterectomy”の語はギリシア語: ὑστέρα,  hystéra（子宮）と ἐκτομή, ektomḗ（切り離す）に由来する。子宮膣上部切断術では子宮頸部を温存したまま子宮を摘出する。これらの手術では、卵巣（卵巣摘出術）、卵管（卵管切除術）、その他の周辺組織も摘出されることがある。子宮摘出は不妊手術の一種であり、患者は（卵巣や卵管の摘出と同様に）子供を産めなくなり、手術のリスクだけでなく長期的な影響もあることから、通常は他の治療法が利用できないか失敗した場合にのみ手術が勧められる。子宮摘出術は米国では帝王切開術に次いで2番目に多く行われている婦人科手術であり、その約68％が子宮内膜症、不正出血、子宮筋腫などの疾患に対して行われている。代替治療法の発展により、非悪性腫瘍を適応とする子宮摘出術の頻度は今後も低下していくことが予想される。

## 適応
子宮摘出術は、危険と利点を併せ持つ大きな外科手術である。子宮摘出術は患者のホルモンバランスと全身の健康に影響を及ぼすことから、手術は通常、薬物療法やその他の外科的治療がし尽くされて尚、子宮/生殖器系の難治性または重篤な疾患が治癒しなかった場合の最終手段として推奨される。子宮摘出が必要とされる理由は他にもあり得る。そのような疾患や適応症には、以下が含まれるが、これらに限定されない：
- 子宮内膜症（英: Endometriosis）: 子宮腔外で子宮内膜が増殖する疾患。この不適切な組織の増殖は、疼痛や出血を引き起こすことがある[4]。
- 子宮腺筋症（英: Adenomyosis）: 子宮内膜症の一形態で、子宮内膜が子宮壁の筋層内に増殖し、時には子宮壁を貫通する。これにより子宮壁が肥厚し、疼痛や出血の原因にもなる[5]。
- 多量月経出血（英: Heavy menstrual bleeding）: 不規則または過度の月経出血が1週間以上続く。日常生活の質を低下させる可能性があり、より深刻な病状の兆候である場合がある。
- 子宮筋腫（英: Uterine fibroids）: 子宮壁に生じる良性の腫瘍。この筋肉性の非癌性腫瘍は単発または集簇して成長し、強い疼痛や出血を引き起こすことがある[6]。
- 子宮脱（英: Uterine prolapse）: 骨盤底筋の衰弱や伸展により子宮が下垂する状態。重症の場合は、子宮が膣から脱出する可能性がある。
- 生殖器癌の予防（英語版）：特に、生殖器癌（特にBRCA1 またはBRCA2 変異（英語版）を伴う乳癌）の強い家族歴がある場合、またはそれらの癌治療の一環として行われる[7]。
- 婦人科癌：子宮摘出術の種類によっては、子宮内膜、子宮頸部、または子宮体部の癌または前癌に対する治療に役立つ。卵巣癌の予防または治療には、卵巣摘出術が実施される。
- 産褥：重度の前置胎盤（産道の上または内側に形成された胎盤）または穿通胎盤（子宮壁を貫通して他の臓器に付着した胎盤）の除去、および過度の分娩後出血の場合の最終手段[8]。
- 膣や子宮の異常：膣瘻や子宮頸部の異常など、感染症や外傷によって重度の異常が生じた場合、子宮摘出が適応されることがある。
- 重度の骨盤内感染症：慢性の骨盤腹膜炎や膿瘍などの感染症が発生し、抗生物質やその他の治療法で改善しない場合には、子宮摘出が考慮されることがある。
- 重度の不妊症：不妊症が子宮筋腫や内膜症などの子宮の異常に起因している場合、他の治療法が無効で、妊娠の希望がない場合、子宮摘出が選ばれることもある。
- 重度の発達障害：この治療法は、議論の余地がある。米国では、発達障害を理由とした不妊手術の特定の事例が州レベルの最高裁判所によって患者の憲法上およびコモン・ロー上の権利を侵害していると判断されている[9]。日本でも旧優生保護法の優生条項は憲法違反であるとの最高裁判決がある[10]。
- 慢性骨盤痛（英語版）：原因不明の場合もあるが、疼痛の原因究明に努めるべきである[11]。
- 既往歴や合併症に基づく理由：繰り返し発生する流産や妊娠合併症、または患者の年齢や全体的な健康状態により、子宮摘出が最良の選択肢とされることもある。
- 月経前症候群（PMS）、生理痛、月経により引き起こされるその他の精神的・身体的症状。苦痛を引き起こし、生活の質を低下させる。
- トランスジェンダー男性への性別適合手術：性別違和、将来の婦人科的問題の予防[12]。

## 分類

子宮摘出術の摘除範囲

子宮摘出術は、文字通り子宮を摘出することを意味する。しかし卵巣、卵管、子宮頸部など他の臓器も手術の一部として摘出されることが非常に多い。
- 子宮亜全摘出術（英: Subtotal hysterectomy）/ 子宮膣上部切断術（英: Supracervical hysterectomy）: 子宮頸部を残し子宮を摘出する。
- 準広汎子宮全摘出術（英: Modified radical hysterectomy）: 単純子宮全摘出術と広汎子宮全摘出術の中間的術式。
- 子宮全摘出術（英: Total hysterectomy）/ 単純子宮全摘出術（英: Simple hysterectomy）: 子宮と子宮頸部の全摘出（卵巣摘出術の有無は問わない）。
- 根治的子宮全摘術（広汎子宮全摘出術、英: Radical hysterectomy）: 子宮、子宮頸部、膣上部、および子宮傍結合組織を完全に切除する手術で癌切除に適応を持つ。この手術では Wertheim手術同様、リンパ節、卵巣、卵管も切除されることが多い[15]。
- 超広汎子宮全摘出術（英: Extended radical hysterectomy, Super-radical hysterectomy）: 子宮の基靱帯を根部から摘出する術式。
- 骨盤除臓術（英: total/anterior/posterior pelvic exenteration）: 内性器の他、膀胱、直腸などの骨盤内臓器を摘出する術式。

子宮亜全摘術（子宮膣上部切断術）は当初は子宮摘出後の性機能の改善を期待して提案されたもので、子宮頸部を摘出すると神経学的および解剖学的に過剰な混乱が生じ、膣短縮、腟円蓋脱、膣断端肉芽形成に繋がると仮定されてきた。これらの理論上の利点は実際には確認されていないが、子宮全摘出術に比べて他の利点が明らかになった。主な欠点は、子宮頸癌のリスクが排除されないことと、周期的な出血が続く可能性があることである（ただし、手術前よりは大幅に減少する）。これらの問題は、婦人科良性疾患に対する子宮全摘術と子宮膣上部切断術のシステマティックレビューで取り上げられ、以下の所見が報告された：
- 失禁、便秘、性機能の指標、術前症状の緩和率に差はなかった。
- 手術時間と手術中の失血量は、子宮全摘術と比較して子宮膣上部切断術で有意に減少したが、術後の輸血率に差はなかった[18]。
- 子宮頸部切除術後では発熱の罹患率（英: Febrile morbidity）は低いが、術後1年経過しても周期的な膣出血が続く可能性が高くなる。
- その他の合併症の発生率、手術からの回復率、再入院率に差は認められなかった。

短期的には子宮頸部の温存または摘出はその後の骨盤臓器脱の発生率に影響を与えないことが、ランダム化試験により示されている。
子宮膣上部切断術では子宮頸部そのものを残すため、子宮頸癌になる可能性がなくなるわけではなく、この癌のリスクが高い女性には禁忌となる可能性がある。子宮頸部異形成や癌の有無を確認するために、定期的なパパニコロウ検査を続ける必要がある。

## 術式
一口に子宮摘出術と言っても様々な手技がある。最も古くから知られている方法は膣式子宮摘出術である。最初の計画的子宮摘出術はハノーヴァー軍の軍医総監であったランゲンベックによって初めて行われたが、子宮脱に対する膣式子宮摘出術の記録は紀元前50年まで遡る。
記録に残る最初の腹式子宮摘出術はエフライム・マクドウェルが執刀した。彼は1809年、5人の子供を持つ母親の台所で、大きな卵巣腫瘍の治療のためにこの手術を行った。
今日の現代医学では、腹腔鏡下膣式（腹部の小切開、へその近くまたはへその中にあるポートから器具を追加して通す）および全腹腔鏡手術の技法が開発されている。

### 腹式子宮摘出術
腹式子宮摘出術（英: Abdominal hysterectomy）は開腹手術による子宮摘出術である。帝王切開後、癌の適応がある場合、合併症が予想される場合、または外科的探索が必要な場合などに用いられている。横切開（Pfannenstiel）は帝王切開の切開と同様に、通常恥骨の上方で可能な限り骨盤下部の陰毛の生え際に近い腹壁から行われる。この手法により、医師は生殖器官に最大限アクセスすることができ、通常は生殖器官全体を摘出するために行われる。腹式子宮摘出術の回復期間は4～6週間だが、腹壁を切開する必要があるため、場合によってはそれ以上掛かる。歴史的にこの手技の最大の問題は感染症であったが、感染率は充分に管理されており、現代の医療現場では大きな懸念事項ではない。開腹子宮摘出術は、腹腔内を探査し複雑な手術を完遂する最も効果的な方法である。腟式や腹腔鏡下腟式手技が洗練される以前は、子宮亜全摘術を達成する唯一の手技でもあった。しかし現在では殆どの状況で経膣手術が好ましい手術法となっている。

### 膣式子宮摘出術
膣式子宮摘出術（英: Vaginal hysterectomy）は腹壁を切開せず腟から子宮を摘出する方法であり、腹式手術に比べて合併症が少なく入院期間が短く治癒までの期間が短いなど、明らかな利点がある。

### 腹腔鏡下膣式子宮全摘術
腹腔鏡下膣式子宮全摘術（英: Laparoscopic-assisted vaginal hysterectomy; LAVH）は1970年代から1980年代にかけて発展した腹腔鏡手術の一種である。これは開腹手術に比べて侵襲性が低く、術後の回復が非常に早い。また膣式手術よりも病巣の探査が容易であり、若干複雑な手術が可能である。LAVHは腹腔鏡検査から始まり、最終的に子宮（卵巣摘出の有無にかかわらず）を膣管から摘出する。従ってLAVHは子宮全摘出術でもあり、子宮とともに子宮頸部も摘出される。子宮頸部が子宮とともに摘出された場合、膣の上部は縫合され、膣断端となる。

### 腹腔鏡下子宮膣上部切断術
腹腔鏡下子宮膣上部切断術（英: Laparoscopic-assisted supracervical hysterectomy; LASH）はLAVHより新しい手技であり、子宮をモルセレータで小片に切断し、腹腔鏡ポートを介して腹腔から取り出すことで子宮頸部を切除せずに子宮を摘出できるようになった。しかしモルセレータは想定されていない腫瘍細胞（子宮肉腫など）を腹腔内に播種する危険性があり、運用にあたり留意すべき事項がある。

### 腹腔鏡下単純子宮全摘術
腹腔鏡下単純子宮全摘術（英: Total laparoscopic hysterectomy; TLH）は、1990年代初頭に開発された。TLHは通常は子宮マニピュレーターを用いて、子宮上部から腹腔鏡のみを用いて行われる。「ポート」を通して細長い器具を挿入し、子宮全体を付着部から切り離し、切除する全ての組織を腹部の小さな切開創より摘出する。

### その他の術式
腹腔鏡下子宮頸上部(亜全)摘出術（英: Supracervical (subtotal) laparoscopic hysterectomy; LSH）: 腹腔鏡下子宮頸上部(亜全)摘出術は全腹腔鏡手術と同様に行われ、子宮は子宮頸部と子宮底の間で切断される。
二孔式腹腔鏡下手術（英: Dual-port laparoscopy）: 二孔式腹腔鏡下手術は、5mmの正中切開を2つ用いる腹腔鏡手術の一形態である。子宮は2つのポートより切り離され、膣から摘出される。
ロボット支援下子宮摘出術（英: Robotic hysterectomy）: ロボット支援下子宮摘出術は特殊な遠隔操作器具を使用した腹腔鏡手術の一種であり、外科医によるより細かい制御と三次元の拡大視野を可能にする。

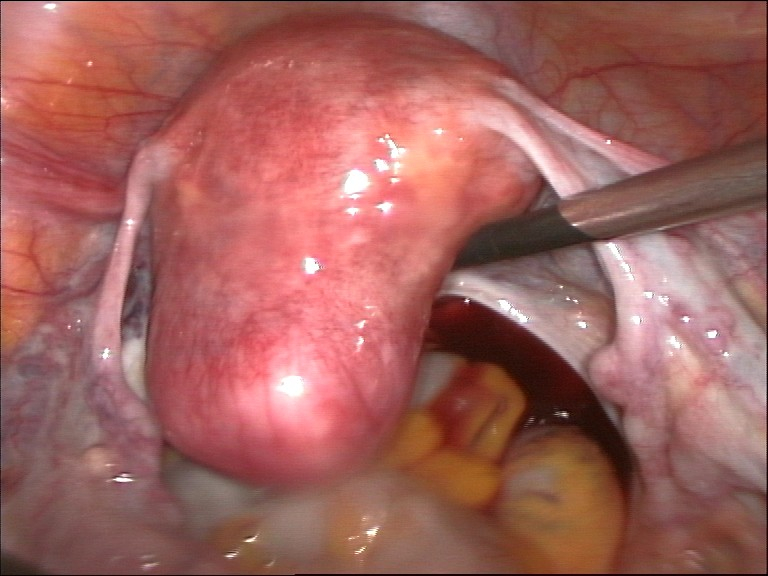
摘出術前の子宮
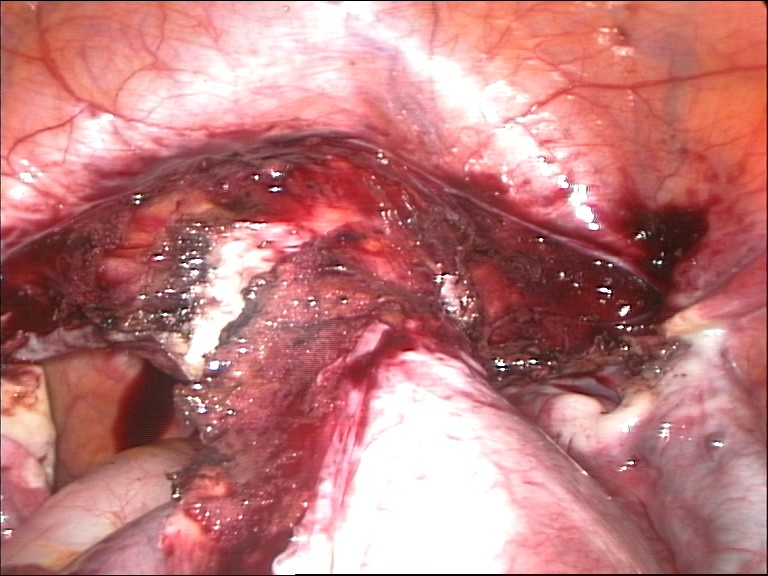
腹腔鏡下子宮摘出術
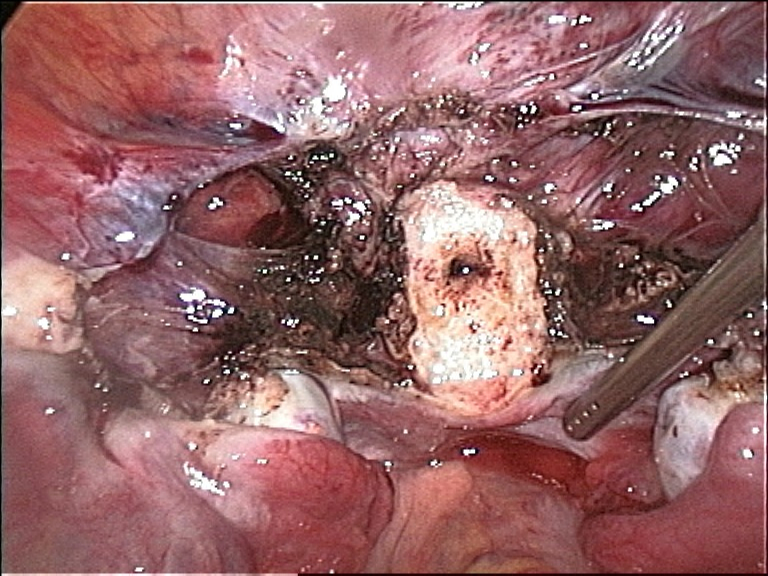
腹腔鏡下膣上部切断術による子宮体部摘出後の子宮頸部断端(白色)
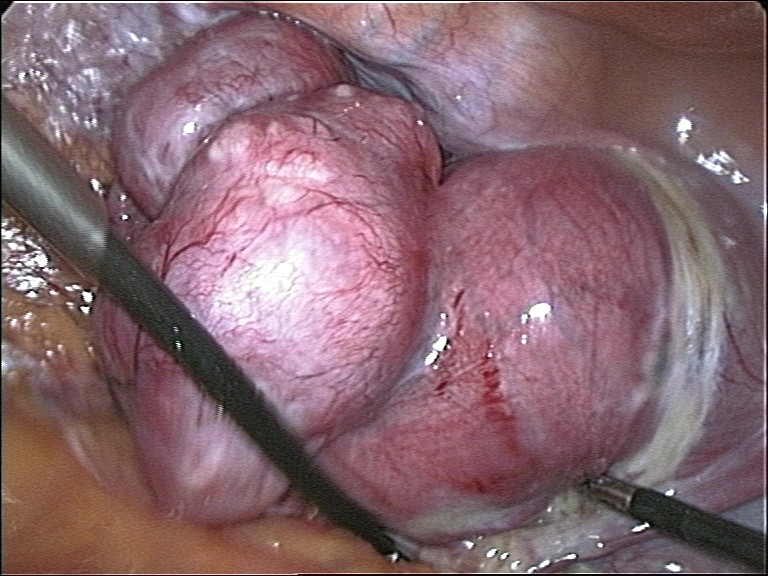
腹腔鏡下子宮全摘出術中の経膣的牽引
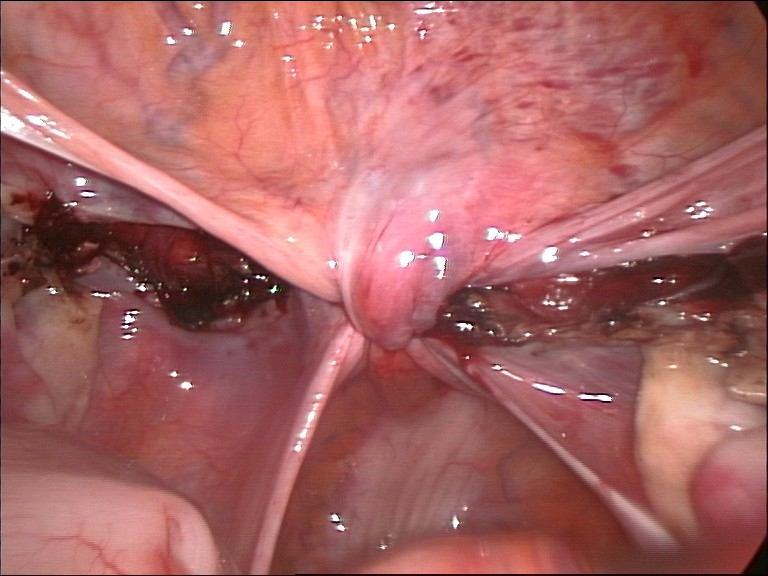
摘除後

## リスクと副作用
1995年の報告では、良性疾患に対して行われた手術の短期死亡率（術後40日以内）は1000例あたり0.38例であった。手術合併症のリスクは、子宮筋腫の存在、若年（出血リスクの高い血管の多い骨盤と大きな子宮）、機能不全性子宮出血、出産歴であった。妊娠中や癌、その他の合併症のある患者に実施した場合、死亡率は数倍高くなる。
全死亡率に対する長期的影響は比較的小さい。45歳未満の女性では長期死亡率が有意に増加するが、これは子宮摘出術および予防的卵巣摘出術によるホルモンの副作用が原因であると考えられている。この影響は閉経前の女性に限定されるものではなく、すでに閉経している女性でも卵巣摘出術後の長期生存率が低下することが示されている。
子宮摘出術を受けた女性の約1⁄3は、2年以内に再度婦人科系の手術を受けている。
尿管損傷は珍しいことではなく、膣式子宮摘出術では1,000例中0.2例、腹式子宮摘出術では1,000例中1.3例に見られる。損傷の多くは卵巣提靱帯に近い遠位尿管、または尿管が子宮動脈の下を横切る部位に発生し、多くの場合、止血目的の盲目的なクランプや結紮術に起因する。

### 回復
入院期間は、腹式手術の場合は3～5日以上、腟式手術または腹腔鏡補助下腟式手術の場合は1～2日（長引く可能性もある）である。米国産科婦人科学会は術後、最初の6週間は腟に何も挿入しないことを推奨している（タンポンの挿入や性交渉を含む）。

### 意図しない卵巣摘出と早発卵巣不全
卵巣温存を目的とした子宮摘出術のかなりの数で、片方または両方の卵巣の摘出が行われている。子宮全摘出と卵巣温存を行った場合、平均閉経年齢は平均より3.7歳早くなる。これは子宮摘出後の卵巣への血流途絶、あるいは子宮からの内分泌フィードバックの喪失が原因であると示唆されている。残存卵巣の機能は約40%の患者で著しく低下し、中にはホルモン補充療法が必要となる患者さえ居る。驚くべきことに、子宮摘出術の代替療法としてしばしば考慮される子宮内膜アブレーションでも同様の、そして僅かに弱い効果が観察されている。
子宮摘出術後に良性卵巣嚢腫を発症する女性はかなり多い。

### 性生活や骨盤痛への影響
良性疾患による子宮摘出術後、患者の大多数は性生活と骨盤痛の改善を報告している。性生活の悪化やその他の問題を報告する患者の割合は少ない。悪性疾患による子宮摘出術の場合は状況が大きく異なり、手術はより根治的であることが多く、重大な副作用を伴うことがある。慢性骨盤痛のために子宮摘出術を受けた患者の一部は、子宮摘出術後も骨盤痛を有し続け、性交疼痛症を発症する。

### 早発閉経とその影響
卵巣を摘出するとエストロゲン値は急激に低下し、心血管や骨格系に対するエストロゲンの保護作用が失われる。この状態はしばしば「外科的閉経」と呼ばれるが、自然閉経とは大きく異なる。前者は身体に急激なホルモンショックを与えてほてりなどの更年期症状が急激に発症するのに対し、後者は月経停止後も卵巣がホルモンを産生できる状態で、数年かけて徐々にホルモンレベルが低下する状態ある。
ある研究では、50歳以下で子宮摘出術を受けた女性ではその後の心血管疾患のリスクが大幅に増加することが示された。50歳以降に子宮摘出術を受けた女性には関連は認められなかった。リスクは卵巣を摘出した場合に高いが、卵巣を温存した場合でも顕著である。
他の幾つかの研究では、骨粗鬆症（骨密度の低下）と骨折リスクの増加が子宮摘出に関連していることが判明している。これはカルシウム代謝に対するエストロゲンの調節作用に起因しており、閉経後に血清エストロゲン濃度が低下すると、骨の衰弱に繋がるカルシウムの過剰喪失を引き起こす可能性がある。
子宮摘出はまた、心臓病や骨粗鬆症のリスク増加とも関連している。両卵巣を摘出する子宮摘出術を受けた患者は、卵巣を摘出していない患者に比べて、一般的にテストステロン値が低下している。女性におけるテストステロン値の低下は、骨密度の低下に起因する身長低下の予測因子となる。一方で女性におけるテストステロン値の上昇は、性欲の増大と関連している。45歳以前に両卵巣を摘出すると、神経障害や精神障害による死亡率が5倍高くなる。

### 尿失禁と膣脱
尿失禁と膣脱はよく知られた有害作用であり、術後かなり時間が経過してから高頻度で発症する。一般にこれらの合併症は術後10～20年経ってから発症するため、正確な数は判明しておらず、危険因子も充分に理解されていない。手術手技の選択が何らかの影響を及ぼすか否かも不明である。子宮摘出後20年以内に尿失禁のリスクが約2倍になると評価されている。ある長期研究では子宮摘出術後に、腹圧性尿失禁を矯正する手術を受けるリスクが2.4倍に上昇することが明らかになった。
膣脱のリスクは経膣分娩の回数、分娩の難易度、分娩の種類などの要因によって異なる。子宮摘出後、膣脱の発生率は約2倍に増加する。

### 癒着形成と腸閉塞
術後の癒着形成は、子宮摘出術後の特に大きなリスクである。理由は子宮摘出術の切除範囲が広いことに加え、創が骨盤内で最も重力の影響を受ける部分にあり腸のループが落ち込みやすいからである。あるレビューでは、腸の癒着による小腸閉塞の発生率は非腹腔鏡下腹式子宮全摘出術では15.6％であったのに対し、腹腔鏡下子宮摘出術では0.0％であった。

### 創部感染
創部感染は腹式子宮全摘術の約3％に発生する。そのリスクは肥満、糖尿病、免疫不全疾患、全身性コルチコステロイドの使用、喫煙、創部血腫、絨毛膜羊膜炎や骨盤内炎症性疾患などの既往感染症によって増加する。このような創感染症は主に切開部膿瘍または創傷蜂巣炎の形をとる。通常どちらも紅斑を認めるが、化膿性排膿を認めるのは切開部膿瘍のみである。子宮全摘出後の切開部膿瘍の治療として推奨されるものは、切開してドレナージを行い、薄いガーゼで覆い、滅菌包帯で密封することである。創傷被覆材は毎日少なくとも2回交換し、生理食塩水で創傷を洗浄する必要がある。更にブドウ球菌や連鎖球菌に有効な抗生物質、MRSAのリスクがある場合はバンコマイシンの投与が推奨される。創傷は二次癒合により閉鎖させることができる。あるいは感染が消失し、創の基部に健康な肉芽組織が認められれば、バタフライステッチ、ステープル、縫合糸などで切開創の縁を再接着してもよい。子宮摘出後も性交渉は可能である。再建手術は、良性および悪性の状態を経験した女性のための選択肢である:1020–1348。

### その他の稀な問題
子宮摘出により、比較的稀な腎細胞癌のリスクが増加する可能性がある。このリスク上昇は特に若年女性で顕著であるが、膣式子宮摘出術ではリスクが低いままであった。ホルモンの影響や尿管の損傷が原因として考えられた。腎細胞癌は、未診断の遺伝性平滑筋腫症腎細胞癌の症状である場合もある。
卵巣を摘出せずに子宮を摘出すると稀に、術前に子宮内に降りていなかった受精卵が発見されずに子宮外妊娠に至ることがある。
卵巣を摘出せずに子宮を摘出すると、まれに、手術前にまだ子宮内に降りていなかった受精卵が検出されずに子宮外妊娠に至ることがある。Blackwell Journal of Obstetrics and Gynecology誌に2症例が報告されてる他、20例以上の症例が医学文献に記載されている。極稀に、子宮摘出後の性交渉が経膣的小腸脱出を引き起こすことがある。稀に起こる合併症で、膣断端（縫合閉鎖された膣の最上部領域）が開創し、小腸が膣内に脱出する。

## 代替施術

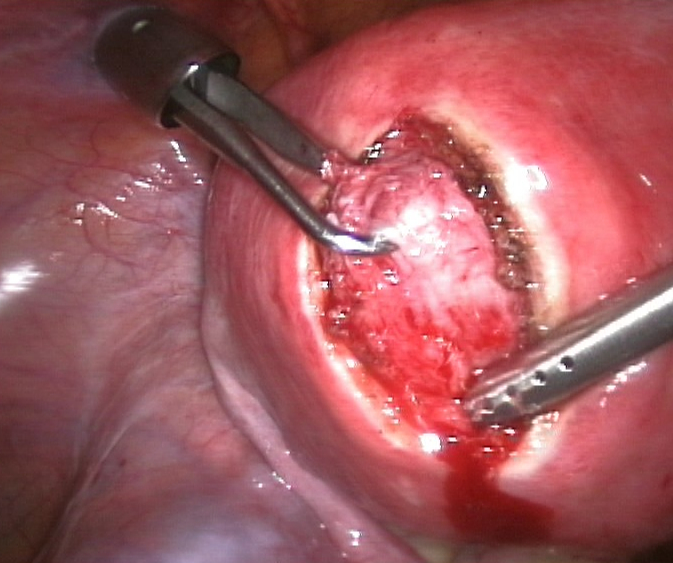
子宮筋腫核出術

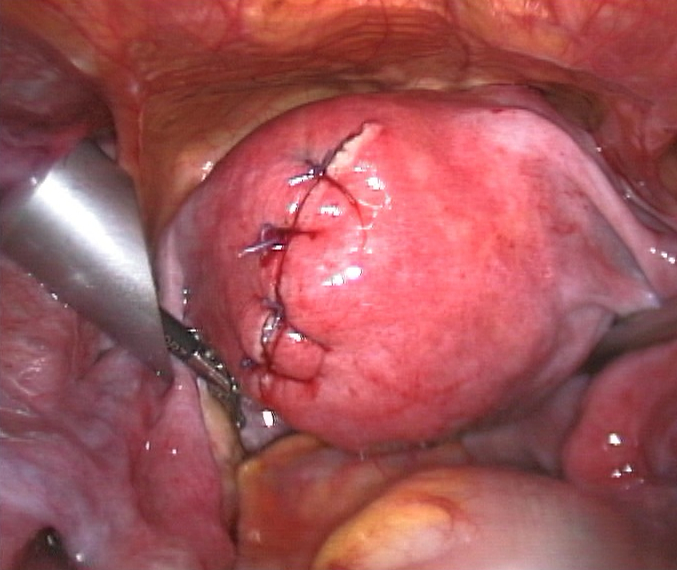
子宮筋腫核出術後の子宮創部の縫合

適応によっては、子宮摘出術に代わる方法がある：

### 大量出血
レボノルゲストレル子宮内避妊器具は、機能不全性子宮出血（DUB）または多量月経出血の抑制に非常に効果的であり、手術の前に検討すべきである。レボノルゲストレル（プロゲスチンの一種）が局所的に低濃度で放出されるため、副作用は通常非常に軽度である。
月経過多（多量または異常な月経出血）は、低侵襲性の子宮内膜アブレーションで治療できる場合もある。これは外来で行える手術で、子宮内膜を熱、機械的、または高周波で焼灼して破壊する。子宮内膜アブレーションは、DUB患者の90%において月経出血を大幅に軽減または消失させる。但し子宮内膜が非常に厚い患者や子宮筋腫のある患者には有効ではない。
レボノルゲストレル子宮内避妊器具は、月経血量を制限し、その他の症状を改善するのに非常に効果的です。レボノルゲストレル（黄体ホルモン）は局所的に低濃度で放出されるため、副作用は一般的に非常に軽度です。現在では、レボンゲストレルIUDが子宮筋腫の女性に良好な症状緩和をもたらすという十分な証拠があります。
レボノルゲストレル子宮内避妊器具は、月経血の量を制限し、その他の症状を改善するのに非常に効果的です。

### 子宮筋腫
現在、レボノルゲストレル子宮内避妊器具が子宮筋腫の女性に優れた症状緩和を齎すことを示す確かなエビデンスがある。
子宮筋腫は「子宮筋腫核出術」と呼ばれる手術で摘出され、子宮が再建される。子宮筋腫核出術は、開腹手術、腹腔鏡手術、または膣鏡手術（子宮鏡手術）で行われる。
子宮動脈塞栓術（UAE）は、子宮筋腫の治療における低侵襲手術である。局所麻酔下でカテーテルを鼠径部の大腿動脈に挿入し、X線透視下で子宮動脈まで進める。微小球またはポリビニルアルコール（PVA）（塞栓体）を子宮動脈に注入し、子宮動脈の血流を遮断する。血液供給が制限されることで子宮筋腫は著しく縮小し、重度の出血傾向が改善する。子宮摘出術とUAEを比較した2012年のコクランレビューでは、どちらの手術にも傑出した利点は認められなかった。UAEは入院期間が短く、日常生活への復帰がより早いという利点がある一方で、術後に軽度の合併症を起こすリスクが高いという欠点もあった。重大な合併症に関しては、UAEと子宮摘出術の間に差はなかった。
子宮筋腫は、磁気共鳴ガイド下集束超音波法（Magnetic Resonance guided Focused Ultrasound; MRgFUS）と呼ばれる非侵襲的な手法で取り除くこともできる。

### 子宮頸癌
前癌状態やIa1期の早期の子宮頸癌では、子宮頸部円錐切除術が実施される。

### 子宮脱
子宮脱は、子宮を摘出せずに外科的に矯正することもできる。骨盤底筋群を強化し子宮脱の悪化を防ぐために活用できる戦略は幾つかある。具体的には「ケーゲル体操」の実施、膣ペッサリーの使用、便秘の緩和、体重管理、重いものを持ち上げる際の注意などが含まれるが、これらに限定されない。

## 実施件数

### カナダ
カナダでは、2008年から2009年にかけての子宮摘出件数は約47,000件であった。同時期の子宮摘出術実施率は人口10万人当たり338人で、1997年の484人から減少した。子宮摘出の理由は、女性が都市部に住んでいるか地方に住んでいるかによって異なっていた。都市部の女性は子宮筋腫のために子宮摘出術を選択し、農村部の女性は主に月経不順のために子宮摘出術を受けていた。

### 米国
国立衛生統計センターによると、2004年に行われた61万7000件の子宮摘出手術のうち、73％が卵巣の摘出手術も行っている。現在、米国ではこの手術を受けた女性が2,200万人いると推定されており、その68％近くが、子宮内膜症、不正出血、子宮筋腫などの良性疾患に対して行われたものである。良性疾患による子宮摘出手術の割合が先進国で最も高いことから、手術の大部分が不当な理由で行われているという論争が起こっている。最近のデータによると、米国のすべての州で子宮摘出手術の件数が減少している。2010年から2013年にかけて実施された子宮摘出手術は12%減少し、腹腔鏡手術が17%増加しており子宮摘出手術の種類もより低侵襲的なものになってきている。

### 英国
英国では女性の5人に1人が60歳までに子宮摘出手術を受ける可能性があり、子宮摘出手術の約20％で卵巣が摘出される。

### ドイツ
ドイツにおける子宮摘出手術件数は長年に亘り一定で推移している。2006年には149,456件の子宮摘出手術が実施され、そのうち126,743件（84.8%）は患者に何の問題もなく成功し、良好な結果を得た。子宮摘出手術を受けた女性の年齢層は、40歳から49歳が全体の50%、50歳から59歳が全体の20%を占めた。2007年には子宮摘出術の件数は138,164件に減少した。近年、腹腔鏡下または腹腔鏡補助下での子宮摘出術が注目されている。

### デンマーク
デンマークでは1980年代から1990年代にかけて子宮摘出手術の件数が38％減少した。1988年には女性10万人当たり173件であったが、1998年には107件に減少した。同時期の腹式子宮膣上部切断術の割合は7.5％から41％に増加した。これらの期間に子宮摘出術を受けた女性は合計67,096人であった。